# Adelognathus stelfoxi
Adelognathus stelfoxi är en stekelart som beskrevs av Fitton, Gauld och Shaw 1982. Adelognathus stelfoxi ingår i släktet Adelognathus och familjen brokparasitsteklar. Inga underarter finns listade i Catalogue of Life.